# The Loco-Motion
„The Loco-Motion” este o melodie pop din 1962, compusă de Gerry Goffin și Carole King. Original lansată de Little Eva, melodia a ajuns pe prima poziție în Statele Unite. Melodia este notabilă datorită faptului că a ajuns în top5 în Statele Unite de trei ori: Little Eva în 1962 (#1), Grand Funk Railroad în 1974 (#1) și Kylie Minogue (#3). În 1962 a fost interpretată și de cântăreața franceză Sylvie Vartan având și în Europa un succes răsunător.
„The Loco-Motion” a fost înregistrat de cântăreața pop-dance Kylie Minogue pentru albumul de debut, „Kylie” (1988). A fost produs de Stock, Aitken & Waterman, primind recenzii mixte de la critici. A fost lansat  ca al treilea single, devenind un hit de top5 în Regatul Unit, melodia debutând pe locul 2, Minogue, devenind astfel artistul cu cel mai mare debut în topul britanic, record deținut anterior de Madonna.